# Локі (2-й сезон)
У другому сезоні американського телесеріалу «Локі», заснованого на коміксах Marvel, із однойменним персонажем Локі співпрацює з Мобіусом М. Мобіусом, Хантером Б-15 та іншими членами Управління відхилень у часі (TVA), щоб переміщатися в мультивсесвіті, і, відповідно, знайти Сільві, Равонну Ренслеєр і Міс Мінитс. Події розгортаються у кінематографічному всесвіті Marvel (MCU), поділяючи сюжетну континуальність фільмів кіновсесвіту. Виробництвом сезону займається Marvel Studios, головним сценаристом є Ерік Мартін, а режисерську команду очолюють Джастін Бенсон і Аарон Мурхед.
Том Гіддлстон повторює свою роль Локі з серії фільмів, знявшись разом із Софією Ді Мартіно (Сільві), Вунмі Мосаку (Хантер Б-15), Юджином Кордеро, Нілом Еллісом, Оуеном Вілсоном (Мобіус), Гугу Мбата-Роу (Винищувач), Тарою Стронг («Міс Мінитс») і Джонатаном Мейджорсом, котрі повторюють свої ролі з першого сезону разом із Рафаелем Касалом, Кейт Дікі, Ліз Карр, Джонатаном Ке Кваном і Річардом Діксоном. Розробка другого сезону почалася в листопаді 2020 року та була остаточно підтверджена в липні 2021 року, а Мартін, Бенсон і Мурхед були найняті до кінця лютого 2022 року. Зйомки почалися в червні 2022 року на Pinewood Studios і завершилися в жовтні. Ден ДеЛю та Касра Фарахані були оголошені додатковими режисерами сезону в червні 2023 року.